# Gberu
Gberu, död 1746, var alaafin, monark, i Oyoriket mellan 1730 och 1746.